# دودمان پرژمیسل
پْرْژِمیسْل (چکی: Přemyslovci، تلفظ چکی: [ˈpr̝̊ɛmɪsl̩]) دودمان پادشاهی بوهم (چکی) بود که در سده‌های نهم تا چهاردهم میلادی در بوهم و موراویا و بخش‌هایی از مجارستان، سیلزی، اتریش و لهستان حکومت می‌کرد.

## خاستگاه و رشد دودمان پرژمیسل
تاریخ آغاز دودمان پرژمیسل به سدهٔ نهم میلادی بازمی‌گردد. در آن زمان خاندان پرژمیسل بر قلمرو کوچکی در حوالی پراگ که سکونتگاه قبیلهٔ چک از اسلاوهای غربی بود، حکومت می‌کردند. به تدریج قلمرو آنان با فتح ناحیهٔ بوهم گسترش یافت. نخستین دوک پرژمیسل که در تاریخ یاد شد، بورژیوی یکم بود. در سدهٔ دهم، پرژمیسل‌ها بر سیلزی نیز حکومت می‌کردند و شهر وروتسواف را بنا کردند. نام شهر از دوک بوهمی وراتیسلاو یکم پدر واتسلاو مقدس گرفته شد. در دوران حکومت بولسلاو یکم و پسرش بولسلاو دوم، پرژمیسل‌ها بر منطقه‌ای که تا بلاروس کنونی گسترده شده‌بود، حکومت می‌کردند.
دودمان پرژمیسل در این دوره، مسیرهای تجاری حیاتی را در سلطهٔ خود داشت. سرزمین‌های چک و شهر پراگ مرکز تجاری مهمی بودند که بازرگانانی از تمام اروپا ساکن آن بودند. پس از قدرت گرفتن پرژمیسل‌ها، کشمکش‌های درون خاندان باعث زوال قدرت آنان شد و بولسلاو یکم لهستان در سال ۱۰۰۲ پراگ را اشغال کرد. بولسلاو سوم، پسر بولسلاو دوم از بوهم گریخت و دهه‌هایی از آشفتگی و هرج و مرج آغاز شد.
ضعف دودمان در دوران حکومت برتیسلاو یکم نوهٔ بولسلاو دوم به پایان رسید. او در سال ۱۰۳۸ بخش‌هایی از لهستان از جمله کراکوف را غارت کرد. او به دنبال استقرار قلمرو اسقفی پراگ و عنوان سلطنتی بود. وراتیسلاو دوم، پسر و جانشینش در سال ۱۰۸۵ نخستین شاه بوهم شد.
سوبسلاو یکم پسر وراتیسلاو در سال ۱۱۲۶ ارتش امپراتوری شاه لوتار سوم را در نبرد چلومتس نابود کرد. این پیروزی به افزایش قدرت بوهم و به اوج رسیدن آن در دوران ولادیسلاو دوم کمک کرد. ولادیسلاو دوم صومعه‌های بسیاری را بنا کرد و نخستین پل سنگی را روی رود ولدآوا ساخت که یکی از نخستین نمونه‌ها در مرکز و شمال اروپا بود. دوباره اختلافات داخلی باعث تضعیف دودمان پرژمیسل شد. تخت سلطنت بوهم میان رهبران دودمان دست به دست شد و باعث ورشکستگی ناگهانی آنان شد. در نهایت، هنگامی که اوتاکار یکم به سلطنت رسید، تغییراتی را برای خروج بوهم از بحران آغاز کرد و دورانی از موفقیت را آغاز کرد که حدود ۲۲۰ سال دوام یافت.

## در اوج قدرت

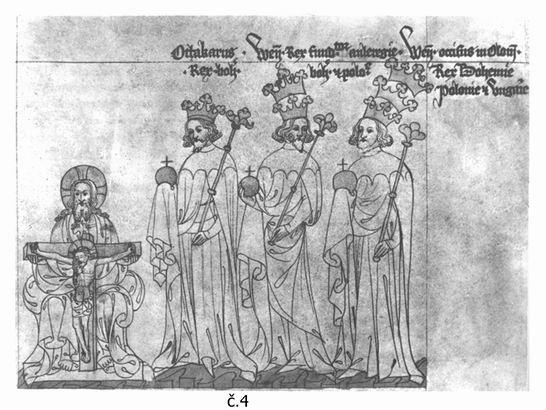
شاهان پرژمیسل: اوتاکار (یک تاج)، واتسلاو دوم (دو تاج) و واتسلاو سوم (سه تاج)

اوتاکار یکم در سال ۱۱۹۸ به عنوان سومین شاه بوهم به تخت نشست. این رویداد باعث آغاز رشد قابل توجه قدرت دودمان پرژمیسل بود. هم‌چنین توسعهٔ شهری و صنعتی در سرزمین‌های چک را به همراه داشت.
در نیمهٔ دوم سدهٔ سیزدهم، دودمان پرژمیسل یکی از قدرتمندترین دودمان‌ها در مرکز اروپا بود. شاه پرژمیسل اوتاکار دوم، پسر واتسلاو یکم، به دلیل قدرت نظامی و ثروت خود لقب «شاه آهنی و طلایی» را گرفته بود. او پس از چند جنگ پیروزمندانه در برابر پادشاهی مجارستان، توانست اتریش، اشتایرمارک، کرنتن و کارنیولا را به دست آورد و قلمرو بوهم را تا دریای آدریاتیک گسترش دهد.
اوتاکار دوم آرزوی رسیدن به تخت امپراتوری مقدس روم را داشت. جاه‌طلبی او باعث آغاز درگیری با خاندان هابسبورگ شد که تا آن زمان شاهزادگان کمتر شناخته شده‌ای بودند. رودلف نمایندهٔ آن‌ها بود که به عنوان شاه روم انتخاب شد. اوتاکار در نبرد موراوا با ارتش امپراتوری و مجارستان جنگید و کشته شد. خاندان هابسبورگ اتریش را در دست گرفتند و تا سدهٔ بیستم آن را در اختیار داشتند.
ونتسل دوم پسر اوتاکار در هفت‌سالگی بر تخت حکومت بوهم نشست. او توانست با دیپلماس ماهرانه، حکومت لهستان را برای خود و حکومت مجارستان را برای پسرش به دست آورد. ونتسل دوم امپراتوری بزرگی را از دریای بالتیک تا رود دانوب شکل داد و شهرهای زیادی از جمله پلزن را بنا کرد. در دوران او با استخراج نقره از کوتنا هرا، بوهم تبدیل به کشوری ثروتمند شد. او پنی پراگ را ایجاد کرد که برای سده‌ها واحد پول اروپایی مهمی بود. هم‌چنین طرحی برای ساخت نخستین دانشگاه در اروپای مرکزی داشت.
قدرت و ثروت پادشاهی بوهم احترام زیادی برای آنان پدیدآورد، ولی دشمنی سایر خاندان‌های سلطنتی اروپا را نیز به همراه داشت. پس از مرگ ونتسل دوم در سال ۱۳۰۵ فروپاشی دودمان پرژمیسل آغاز شد و قتل تنها پسرش ونتسل سوم در سال ۱۳۰۶ به حکومت آنان پایان داد.

## دوک‌های بوهم
نخستین شخصیت تاریخی پرژمیسل دوک بورژیوی یکم بود که در سال ۸۷۴ توسط متودیوس مقدس تعمید داده شد. بوهم در سال ۸۹۵ از موراویای بزرگ استقلال یافت. سپس در سال‌های ۱۰۰۳ و ۱۰۰۴ در دست بولسلاو یکم دوک لهستان از خاندان پیاست بود.
وراتیسلاو دوم در سال ۱۰۸۵ و ولادیسلاو دوم در سال ۱۱۵۸ به عنوان هدیه‌ای شخصی از امپراتور مقدس روم با نام شاه بوهم تاج‌گذاری کردند. ولی این عنوان موروثی نبود.

## شاهان بوهم

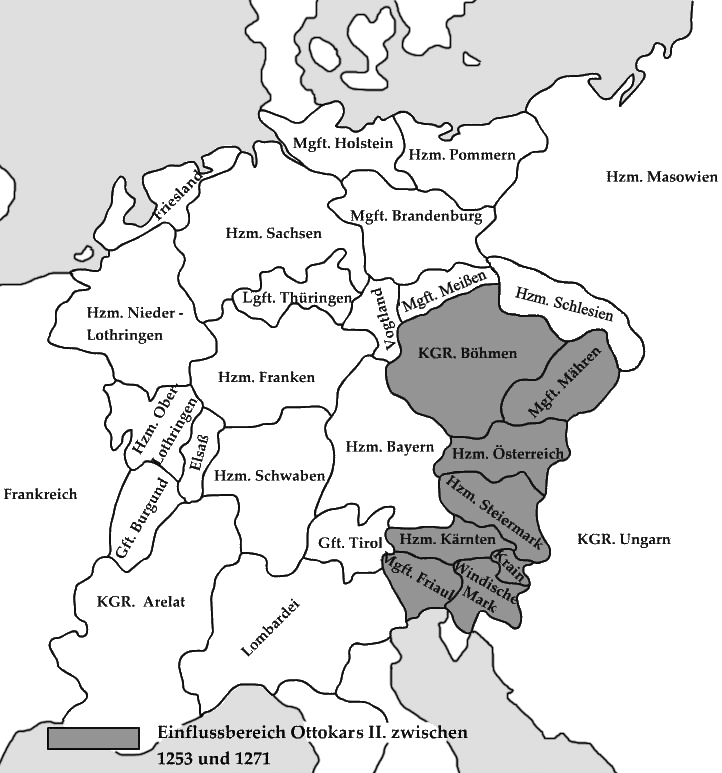
بیشترین گستره پادشاهی در زمان اوتاکار دوم، حدود سال ۱۲۷۶

بوهم تنها شاهزاده‌نشین درون امپراتوری مقدس روم بود که پیش از جنگ‌های ناپلئونی به وضعیت پادشاهی ارتقا یافت. دلیل این ارتقا قدرت آن بود. بوهم پس از غلبه بر نزاع داخلی به متحد اصلی همهٔ نامزدهای تخت امپراتوری تبدیل شد. امپراتور می‌توانست از نیروهای بوهمی برای تنبیه شورشیان همسایهٔ چک استفاده کند. شاهد این امر، شاه بوهم نامیدن وراتیسلاو دوم توسط امپراتور هاینریش چهارم در سال ۱۰۸۵ است.
اوتاکار یکم در سال ۱۱۹۸ عنوان شاه را به عنوان متحد فیلیپ سوابی دریافت کرد. این عنوان توسط اتوی چهارم و فریدریش دوم نیز تأیید شد.
- پرژمیسل اوتاکار یکم (۱۱۹۸ تا ۱۲۳۰)
- واتسلاو یکم بوهم (۱۲۳۰ تا ۱۲۵۳)
- پرژمیسل اوتاکار دوم (۱۲۵۳ تا ۱۲۷۸)
- واتسلاو دوم بوهم (۱۲۷۸ تا ۱۳۰۵)
- واتسلاو سوم بوهم (۱۳۰۵ تا ۱۳۰۶)